# بروگ‌روئین آگستین
بروگ‌روئین آگستین (آلمانی: Burgruine Aggstein) یک قلعه خرابه در سمت راست بانک دانوب واخائو (دره)، اتریش میباشد. تاریخ آن برمیگردد به قرن دوازدهم. ۴۸۰ متر از سطح دریا ارتفاع دارد.

## مکان
خرابه‌های قلعه در حدود ۳۰۰ متر بالای راست بانک دانوب و بر روی یک برون‌زدی از شرق به غرب واقع شده است.